# 12月24日
12月24日（じゅうにがつにじゅうよっか）は、グレゴリオ暦で年始から358日目（閏年では359日目）にあたり、年末まであと7日ある。

## できごと
- 562年 - 558年に崩壊したコンスタンティノープルの大聖堂アヤソフィアが再建される。
- 1294年 - ボニファティウス8世がローマ教皇に就任。
- 1777年 - 英国の探検家ジェームズ・クックが太平洋の小島に到着し、クリスマス島（キリスィマスィ島）と命名。
- 1798年 - 第二次対仏大同盟結成。
- 1814年 - 米英戦争の停戦条約・ガン条約に調印。
- 1854年（嘉永7年11月5日） - 安政南海地震。
- 1871年 - ヴェルディ作曲のオペラ『アイーダ』がエジプトカイロで初演[1]。
- 1865年 - 南部連合の退役軍人らがクー・クラックス・クラン (KKK) を設立。
- 1871年（明治4年11月13日） - 宍戸・水戸・笠間・下館・下妻・松岡の各県の合併で茨城県が成立する。
- 1878年 - 大背美流れ
- 1889年 - 日本で山縣有朋が第3代内閣総理大臣に就任し、第1次山縣内閣が発足。
- 1905年 - 京浜電気鉄道（現・京浜急行電鉄）の品川（八ツ山橋） - 神奈川間全通。
- 1906年 - アメリカ・マサチューセッツでレジナルド・フェッセンデンが世界初のラジオ放送を実施。
- 1914年 - 第一次世界大戦: ドイツ軍とイギリス軍がクリスマス休戦を実施。
- 1928年 - 紀州鉄道設立。
- 1933年 - 東京都千代田区有楽町に渡辺仁設計の日本劇場が開場。1981年2月15日に老朽化で閉鎖され、跡地には有楽町センタービルが建つ。
- 1941年 - 第二次世界大戦: 日本軍がクチンを占領。
- 1945年 - GHQが東京宝塚劇場を接収し、「アニー・パイル劇場」に改称。
- 1945年 - 生田警察署襲撃事件: 兵庫県神戸市の生田警察署に、50名を超える朝鮮人の暴徒が、岡山県警の刑事の襲撃を企図して侵入。生田警察署は、翌1946年1月9日にも、検挙された人物の奪還を試みた朝鮮人の襲撃を受ける。
- 1946年 - 戦時中中断されていた学校給食が東京、神奈川、千葉で試験的に再開される。
- 1949年 - 聞慶虐殺事件: 韓国の慶尚北道聞慶市で、韓国陸軍第3歩兵師団第25歩兵連隊の第7中隊第3大隊第2および第3小隊によって、非武装の民間人が88名が虐殺される。
- 1951年 - リビアがイタリアから独立してリビア連合王国となり、イドリース1世が国王に即位。
- 1951年 - 外務大臣吉田茂がダレス米国務長官に吉田書簡を送り、中華民国政府を中国の正統政府として選ぶことを表明。
- 1951年 - ラジオ京都（現・KBS京都）開局。
- 1952年 - ラジオ新潟（現・新潟放送）開局。
- 1953年 - RSB ラジオ山陰（現・山陰放送）開局。
- 1955年 - アメリカ中央防衛航空軍基地 (CONAD) がトラックス・サンタを開始。
- 1957年 - NHK超短波FM放送東京実験局が開局し、日本初のFM放送を開始。
- 1958年 - ラジオ関東（現・アール・エフ・ラジオ日本）開局。
- 1962年 - ラジオ岐阜（現・岐阜放送、ぎふチャン）開局。
- 1965年 - 大阪府都市開発（現・泉北高速鉄道）設立。

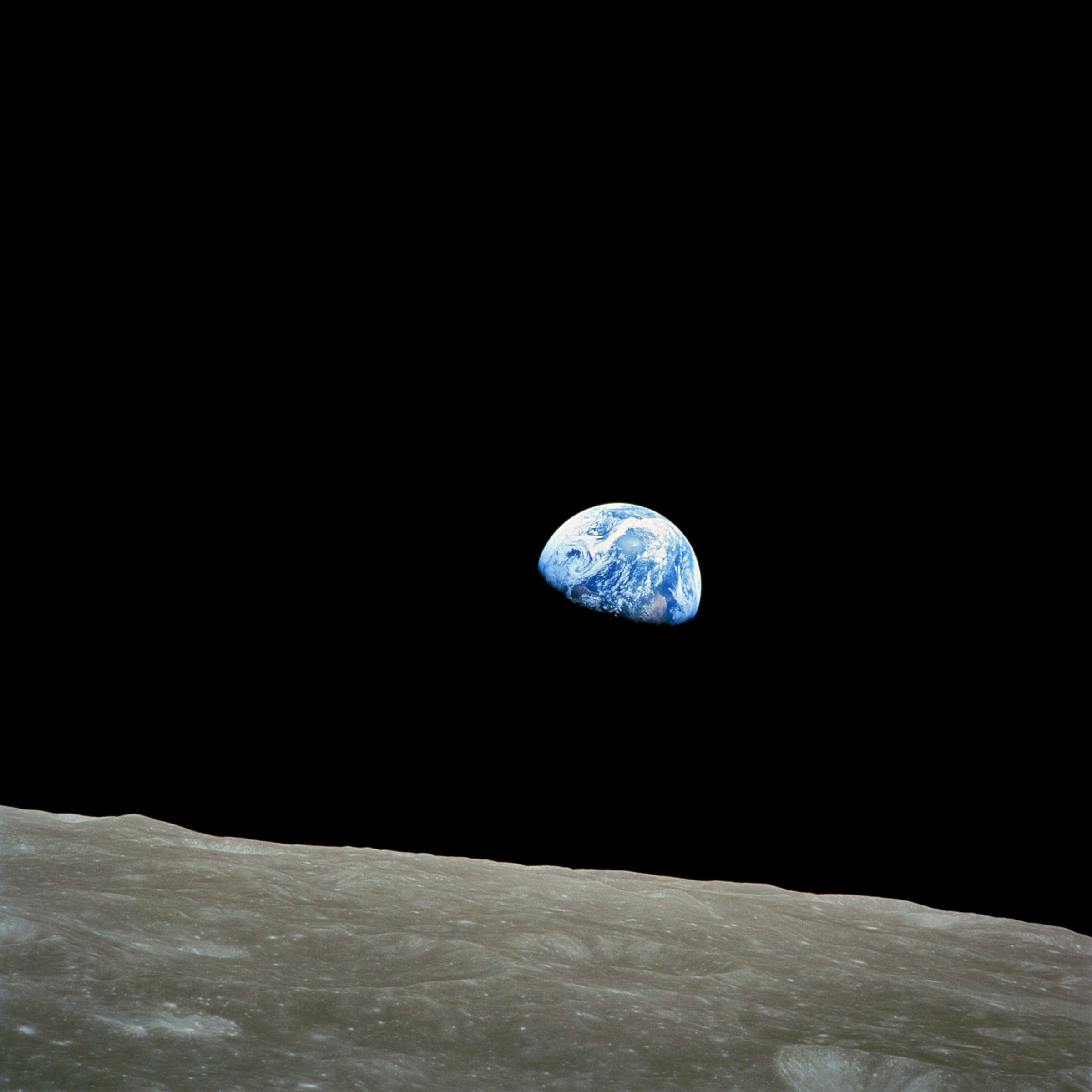
アポロ8号から史上初めて撮影された「地球の出」(1968)

- 1968年 - 12月21日打ち上げられたNASAの有人月周回宇宙船「アポロ8号」が、史上初の月周回飛行を開始[2]。
- 1969年 - 日本初の民放FM放送局、エフエム愛知 (当時・愛知音楽エフエム放送) が開局。
- 1969年 - 東京タクシー近代化センター（現在の東京タクシーセンター）設立。
- 1971年 - 新宿クリスマスツリー爆弾事件発生。四谷警察署追分派出所近くのクリスマスツリーに隠された爆弾が爆発。警察官と通行人が重軽傷[3]。
- 1975年 - 国鉄最後の蒸気機関車牽引による定期貨物列車が夕張線（現・石勝線）で運転（本線上での最後の定期SL牽引列車）。
- 1976年 - 福田赳夫内閣が成立。
- 1979年 - アフガニスタン紛争: ソビエト連邦軍がアフガニスタンに侵攻。
- 1979年 - 欧州宇宙機関 (ESA) がアリアンシリーズの最初のロケット「アリアン1」1号機を打ち上げ。
- 1987年 - ロックバンド、BOØWYが渋谷公会堂でのライブで解散を宣言。
- 1988年 - 消費税法案成立。社会・共産両党が牛歩戦術などにより抵抗し、衆議院本会議が13年ぶりの徹夜国会になる[4]。
- 1991年 - 東名高速道路下り線（大井松田IC - 足柄SA手前）の改築工事完了。日本の高速道路で初の同一方面2ルート制での供用開始。
- 1994年 - ノルウェーの探検家リブ・アーネセン（英語版）が女性として初めて単独で南極点に到達。
- 1999年 - インディアン航空814便ハイジャック事件。
- 1999年 - W3CがHTML4.01を勧告。
- 2002年 - 宇宙開発事業団が地球環境観測衛星「みどりII」を打上げ。
- 2004年 - 日本プロ野球のオーナー会議で、福岡ダイエーホークスの経営権をダイエーからソフトバンクへ譲渡することを正式決定。球団名を「福岡ソフトバンクホークス」に改称。
- 2006年 - 大阪市営地下鉄今里筋線 今里 - 井高野間が開業。
- 2014年 - 通常兵器の国際移転（移譲）を規制する武器貿易条約が発効。
- 2017年 - ペルー大統領府、アルベルト・フジモリ元大統領の恩赦を発表[5]。
- 2021年 - 韓国政府が、収賄などの罪で懲役22年の実刑が確定し、服役中の朴槿恵前大統領を、12月31日付で赦免すると発表[6]。

## 誕生日

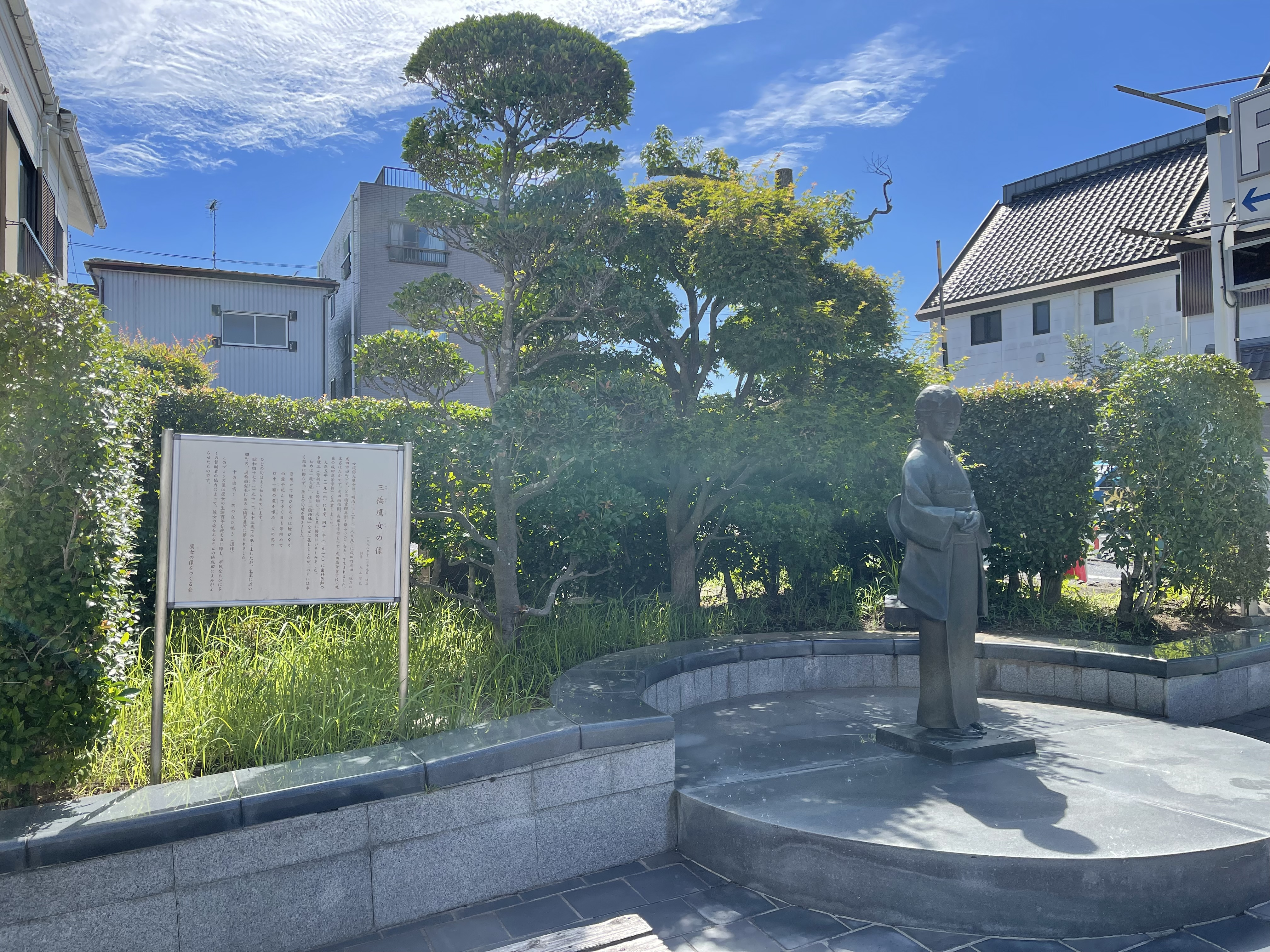
俳人三橋鷹女(1899-1972)誕生。画像は成田山新勝寺の参道途中にある三橋鷹女の像。

- 紀元前3年 - ガルバ、ローマ皇帝（+ 68年）
- 1167年 - ジョン、イングランド王（+ 1216年）
- 1491年 - イグナチオ・デ・ロヨラ、イエズス会初代総長（+ 1556年）
- 1573年（天正元年12月1日） - 沢庵宗彭、臨済宗の僧（+ 1646年）
- 1632年（寛永9年11月23日）- 大久保忠朝、初代小田原藩主（+ 1712年）
- 1638年（寛永15年11月19日）- 土方雄豊、第3代菰野藩主（+ 1705年）
- 1656年（明暦2年11月9日）- 松平義行、初代高須藩主（+ 1715年）
- 1676年（延宝4年11月20日）- 細川宣紀、第4代熊本藩主（+ 1732年）
- 1736年（元文元年11月23日）- 溝口直養、第8代新発田藩主（+ 1797年）
- 1778年（安永7年11月6日）- 井上正甫、初代棚倉藩主（+ 1858年）
- 1782年（天明2年11月20日）- 毛利斉房、第10代長州藩主（+ 1809年）
- 1791年 - ウジェーヌ・スクリーブ、劇作家、小説家（+ 1861年）
- 1818年 - ジェームズ・プレスコット・ジュール、物理学者（+ 1889年）
- 1824年 - ペーター・コルネリウス、作曲家（+ 1874年）
- 1837年 - エリーザベト、オーストリア＝ハンガリー帝国皇帝フランツ・ヨーゼフ1世の皇后（+ 1898年）
- 1845年 - フェルナン・コルモン、画家（+ 1924年）
- 1858年（安政5年11月20日） - 尾崎行雄、政治家、衆議院名誉議員（+ 1954年）
- 1858年（安政5年11月20日）- 田村崇顕、第11代一関藩主（+ 1922年）
- 1858年（安政5年11月20日）- 安藤直行、第17代田辺藩主（+ 1908年）
- 1863年 - エンリケ・フェルナンデス・アルボス、ヴァイオリニスト、作曲家（+ 1939年）
- 1868年 - エマーヌエール・ラスカー、数学者、チェスプレイヤー（+ 1941年）
- 1882年 - 橋本進吉、言語学者、国語学者（+ 1945年）
- 1887年 - ルイ・ジューヴェ、俳優、演出家（+ 1951年）
- 1894年 - ジョルジュ・ギンヌメール、エース・パイロット（+ 1917年）
- 1899年 - 三橋鷹女、俳人（+ 1972年）
- 1905年 - ハワード・ヒューズ、実業家（+ 1976年）
- 1906年 - 岡精義、ヤクザ（+ 没年不明）
- 1910年 - フリッツ・ライバー、小説家（+ 1992年）
- 1912年 - 斉藤丑松、作曲家・ホルン奏者（+ 1994年）
- 1914年 - アルフレート・ドンペルト、陸上競技選手（+ 1991年）
- 1917年 - 金正淑、金日成の妻、金正日の母（+ 1949年）
- 1918年 - デイブ・バーソロミュー、ジャズミュージシャン（+ 2019年）
- 1919年 - ピエール・スーラージュ、画家、彫刻家、版画家（+ 2022年）
- 1919年 - 吉田太郎一、財務官（+ 2014年）
- 1920年 - 阿川弘之、小説家（+ 2015年）
- 1922年 - エヴァ・ガードナー、女優（+ 1990年）
- 1922年 - 小月冴子、女優（+ 2012年）
- 1922年 - ジョナス・メカス、前衛映像作家、詩人（+ 2019年）
- 1924年 - 山下二枝、教育学者、元藤女子大学、元藤女子短期大学学長（+ 1991年）
- 1924年 - リー・ドーシー、R&Bミュージシャン（+ 1986年）
- 1925年 - 中村雅哉、ナムコ創業者（+ 2017年）
- 1925年 - 三木成夫、解剖学者（+ 1987年）
- 1927年 - メアリ・H・クラーク、作家（+ 2020年）
- 1930年 - 河内忠吾、元プロ野球選手、元野球監督（+ 1991年）
- 1932年 - ディック・メイバウアー、元プロ野球選手
- 1934年 - 藪野豊、教員、随筆家
- 1937年 - 平尾昌晃、作曲家（+ 2017年）
- 1937年 - 畑隆幸、元プロ野球選手
- 1941年 - ハウデン・ガンレイ、元レーシングドライバー、F1ドライバー
- 1943年 - 小松原一男、アニメーター（+ 2000年）
- 1943年 - タルヤ・ハロネン、政治家、第11代フィンランド大統領
- 1944年 - ウディ・ショウ、ジャズトランペッター（+ 1989年）
- 1945年 - レミー・キルミスター、ミュージシャン（モーターヘッド）（+ 2015年）
- 1946年 - ヤン・アッカーマン、ミュージシャン（フォーカス）
- 1946年 - 山本優、脚本家（+ 2018年）
- 1946年 - アンドリュー・チーチー・ヤオ、計算機科学者
- 1947年 - 小池重明、アマチュアの将棋指し、真剣師（+ 1992年）
- 1947年 - 梶尾真治、SF作家
- 1947年 - 柏木由紀子、女優、タレント
- 1948年 - エドウィジュ・フェネシュ、女優、映画プロデューサー
- 1948年 - こぼん、お笑い芸人（おぼん・こぼん）
- 1950年 - 生島ヒロシ、フリーアナウンサー、タレント、芸能プロモーター
- 1950年 - 伊藤銀次、ミュージシャン
- 1951年 - 千葉和臣、フォークシンガー、ギタリスト（海援隊）
- 1951年 - 佐藤仁、政治家、宮城県本吉郡南三陸町長、第6代志津川町長
- 1951年 - 久木田律子、漫画家（+ 2002年）
- 1952年 - 井原千寿子、女優
- 1953年 - 津留崎直紀、チェリスト
- 1954年 - 伊藤和典、脚本家
- 1954年 - 柴田一成、宇宙物理学者
- 1954年 - 木山英求、元プロ野球選手
- 1955年 - 福島瑞穂、政治家、弁護士
- 1956年 - アンソニー・クルーズ、調教師
- 1956年 - 山本哲也、アナウンサー
- 1957年 - ハーミド・カルザイ、政治家、初代アフガニスタン大統領
- 1957年 - 柳家紫文、三味線漫談家、音曲師（+ 2021年）
- 1958年 - 白都真理、女優
- 1958年 - 樋口宗孝、ドラマー、音楽プロデューサー（+ 2008年）
- 1959年 - トミーズ雅、漫才師（トミーズ）
- 1959年 - 坂本健、政治家、元東京都板橋区長
- 1959年 - アニル・カプール、俳優
- 1960年 - 小野不由美、小説家
- 1961年 - イルハム・アリエフ、政治家、第3代アゼルバイジャン大統領
- 1961年 - 北川悦吏子、脚本家
- 1961年 - 島津悦子、歌手
- 1962年 - 長野智子、フリーアナウンサー
- 1962年 - 結城信輝、イラストレーター
- 1962年 - 石本貴昭、元プロ野球選手
- 1962年 - ケイト・スペード、デザイナー（+ 2018年）
- 1963年 - 高須光聖、放送作家、ラジオパーソナリティ
- 1965年 - 渡辺保史、ジャーナリスト（+ 2013年）
- 1966年 - 若林重喜、元野球選手
- 1967年 - 佐東由梨、元歌手
- 1968年 - ネブ、ミュージシャン
- 1968年 - チェ・ジンシル、女優（+ 2008年）
- 1969年 - 松下美由紀、声優
- 1969年 - ヒサダトシヒロ、元お笑いタレント、ミュージシャン（元のイズ、MARSAS SOUND MACHINE）
- 1969年 - 志賀真理子、女優、声優、タレント（+ 1989年）
- 1970年 - 緒方剛志、イラストレーター
- 1970年 - 原志保、アナウンサー
- 1970年 - アマウリー・ノラスコ、俳優
- 1971年 - 小川知子、アナウンサー
- 1971年 - アレックス・カブレラ、元プロ野球選手
- 1971年 - 大寳智子、女優
- 1971年 - 野村理沙、元AV女優
- 1971年 - リッキー・マーティン、歌手
- 1971年 - 比屋定篤子、シンガーソングライター
- 1972年 - 逸見太郎、俳優、司会者
- 1972年 - あらいすみれ、女優、モデル
- 1972年 - 田上よしえ、お笑いタレント
- 1974年 - ケビン・ミルウッド、元プロ野球選手
- 1974年 - マルセロ・サラス、元サッカー選手
- 1974年 - エルダー・ネボルシン、ピアニスト
- 1974年 - 竹下けんじろう、漫画家
- 1975年 - 大鷲透、プロレスラー
- 1975年 - 道下大樹、政治家
- 1977年 - 田中千鶴、タレント
- 1977年 - 藤山晃太郎、マジシャン
- 1977年 - 吉田好太、元プロ野球選手
- 1978年 - 大橋崇行、文学研究者、ライトノベル作家、小説家
- 1978年 - 吉原大二郎、レーシングドライバー
- 1978年 - 王蓉（ワン・ロン）（zh:王蓉）、歌手
- 1979年 - 赤坂七恵、元女優
- 1979年 - ジョー・バレンタイン、プロ野球選手
- 1979年 - 龐清、フィギュアスケート選手
- 1979年 - 福家英登、プロ野球審判員
- 1980年 - 吉田由莉、グラビアアイドル、女優、タレント
- 1980年 - 石原可奈子、ミュージシャン
- 1980年 - 小橋知子、声優
- 1980年 - アンディ・バロン、元サッカー選手
- 1982年 - 相葉雅紀、タレント（嵐）
- 1982年 - 石垣優、歌手（やなわらばー）
- 1982年 - 柿原徹也、声優
- 1982年 - 木下ココ、ファッションモデル
- 1982年 - 玉山健太、元プロ野球選手
- 1983年 - 東條あこ、タレント、元歌手（元BeForU）
- 1983年 - グレゴール・ブランコ、プロ野球選手
- 1983年 - アルベニス・カスティーヨ、元プロ野球選手
- 1984年 - 大野恵、アナウンサー
- 1985年 - アンドリュー・ロマイン、プロ野球選手
- 1985年 - 北川珠望、ファッションモデル、タレント
- 1986年 - 石原さとみ[7]、女優
- 1986年 - 中村倫也、俳優
- 1986年 - 小田瑞穂、タレント
- 1986年 - 野澤輸出、お笑いタレント（ダイヤモンド）
- 1986年 - 森理世、タレント、2007年度ミス・ユニバース
- 1986年 - 土橋諒、元アナウンサー
- 1987年 - 青柳文子、ファッションモデル、タレント
- 1987年 - 高橋理紗、モデル
- 1987年 - 向井千瑛、囲碁棋士
- 1987年 - 大橋未久、元AV女優
- 1987年 - アレッタ・オーシャン、ポルノ女優
- 1988年 - 希島あいり、AV女優、タレント
- 1988年 - 土井康平、元サッカー選手
- 1988年 - ステファノス・アタナシアディス、元サッカー選手
- 1989年 - 花倉洸幸、声優
- 1989年 - 麻倉憂、元AV女優
- 1989年 - 三田裕介、元陸上選手
- 1990年 - 岩井郁人、ミュージシャン（Galileo Galilei、FOLKS）
- 1990年 - 森聖矢、俳優
- 1990年 - 鈴木里彩、声優
- 1990年 - 三宅諒、フェンシング選手
- 1991年 - 田口紗帆、元野球選手
- 1991年 - 國分紫苑、元フィギュアスケート選手
- 1991年 - ルイ・トムリンソン、歌手（ワン・ダイレクション）
- 1992年 - ゆき、女優
- 1992年 - のぐちゆり、声優
- 1992年 - 松﨑璃子、陸上競技選手
- 1993年 - 西内まりや、ファッションモデル、女優、歌手
- 1993年 - 久保裕也、サッカー選手
- 1993年 - 阿久津真央、元レースクイーン、グラビアモデル
- 1994年 - 高橋健介、俳優
- 1995年 - 原田乃叶美、タレント（元SKE48）
- 1995年 - 福田佑亮、タレント、ダンサー（超特急）
- 1996年 - 野津山幸宏、声優
- 1996年 - 片平夏芽、アイドル（元ふぇありーているず!）
- 1996年 - 桃乃木かな、AV女優、タレント
- 1996年 - 林奎介、陸上選手
- 1997年 - 平沢大河、プロ野球選手
- 1997年 - 緒方もも、女優、タレント
- 1997年 - 福山梨乃、アイドル（CANDY TUNE）
- 1997年 - 前乃菜々、AV女優
- 1998年 - 小林翼、俳優
- 1998年 - 綱啓永、俳優
- 1998年 - 成瀬遙城、歌手、俳優
- 1999年 - 大谷凜香、モデル、タレント
- 1999年 - 倉沢しえり、グラビアアイドル
- 1999年 - 関海哉（英語版）、競泳選手
- 1999年 - 春本ゆき、元アイドル（元AKB48）
- 2000年 - 安田祐香、ゴルファー
- 2001年 - 丸海留希、アイドル（monogatari）
- 2002年 - 佐々木泰、プロ野球選手
- 2003年 - 田鍋梨々花[8]、モデル、女優
- 2003年 - 田野憂、AV女優、元グラビアアイドル
- 2005年 - 田畑志真、女優
- 2006年 - 阿部竜大、バスケットボール選手
- 2010年 - 古川凛、子役
- 生年不詳 - 氏家ト全、漫画家
- 生年不詳 - 和泉桂、小説家
- 生年不詳 - 一色まゆ[9]、声優
- 生年不詳 - うのちひろ、声優
- 生年不詳 - 佐々木詩帆、声優
- 生年不詳 - 志摩淳、声優、ナレーター
- 生年不詳 - 鈴木雅之、声優
- 生年不詳 - 猪股慧士、声優
- 生年不詳 - 月森楓、声優、アイドル

## 忌日
- 236年（青龍3年） - 陳羣、魏の司空（* 生年不詳）
- 1263年（弘長3年11月22日） - 北条時頼、第5代鎌倉幕府執権（* 1227年）
- 1317年 - ジャン・ド・ジョアンビル、伝記作家（* 1224年）
- 1332年（正慶元年/元弘2年12月6日） - 九条忠教、鎌倉時代の公卿（* 1248年）
- 1453年 - ジョン・ダンスタブル、作曲家（* 1390年頃）
- 1524年 - ヴァスコ・ダ・ガマ、探検家（* 1469年頃）
- 1621年 - コジモ・ガンベルッチ、画家（* 1562年）
- 1660年 - メアリー・ヘンリエッタ・ステュアート、オラニエ公ウィレム2世の妻（* 1631年）
- 1692年 - マリア・アントニア、バイエルン選帝侯マクシミリアン2世エマヌエルの妃（* 1669年）
- 1707年 - ノエル・コワペル、画家（* 1628年）
- 1725年（享保10年11月20日） - 鷹司兼熙、公卿（* 1660年）
- 1806年 - フェルディナント、オーストリア＝エステ大公（* 1754年）
- 1808年 - トーマス・ベドーズ、医師、著述家（* 1760年）
- 1813年（文化10年閏11月2日）- 後桜町天皇、第117代天皇（* 1740年）
- 1823年 - ジェームズ・ガンドン（英語版）、建築家、オコンネル橋設計者（* 1743年）
- 1824年 - アントワーヌ・ベスティエ、画家（* 1740年）
- 1836年（天保7年11月17日） - 飯塚伊賀七、発明家（* 1762年）
- 1863年 - ウィリアム・メイクピース・サッカレー、小説家（* 1811年）
- 1872年 - ウィリアム・ランキン、物理学者（* 1820年）
- 1873年 - ジョンズ・ホプキンズ、起業家、篤志家（* 1795年）
- 1873年 - ハインリヒ・グスタフ・ホトー、美学者（* 1802年）
- 1887年 - ダニエル・マニング、第37代アメリカ合衆国財務長官（* 1831年）
- 1888年 - ミハイル・ロリス＝メリコフ、軍人、政治家（* 1824年）
- 1901年 - クラレンス・キング、地質学者（* 1842年）
- 1902年 - 高山樗牛、文芸評論家（* 1871年）
- 1910年 - 三代目桂文枝、落語家（* 1864年）
- 1914年 - ジョン・ミューア、植物学者、作家（* 1838年）
- 1917年 - イワン・ゴレムイキン、ロシア帝国首相（* 1839年）
- 1921年 - 三須宗太郎、日本海軍の大将（* 1855年）
- 1924年 - 中村彝、画家（* 1887年）
- 1927年 - 澤柳政太郎、教育者、成城学園創立者（* 1865年）
- 1935年 - アルバン・ベルク、作曲家（* 1885年）
- 1938年 - ブルーノ・タウト、建築家（* 1880年）
- 1940年 - 湯浅倉平、内大臣（* 1874年）
- 1941年 - 大江季雄、陸上競技選手（* 1914年）
- 1942年 - コンスタンチン・バリモント、詩人（* 1867年）
- 1943年 - 松本亦太郎、心理学者（* 1865年）
- 1945年 - 白石元治郎、実業家、日本鋼管初代社長（* 1867年）
- 1945年 - テオドール・エードラー・フォン・レルヒ、オーストリア＝ハンガリー帝国の軍人（* 1869年）
- 1946年 - 河村光陽、作曲家（* 1897年）
- 1955年 - ウィリアム・グリーブス、天文学者（* 1897年）
- 1957年 - 大川周明、思想家（* 1886年）
- 1957年 - ノーマ・タルマッジ、女優（* 1894年）
- 1959年 - エドマンド・グールディング、映画監督（* 1891年）
- 1959年 - 山脇正治、プロ野球監督（* 1885年）
- 1961年 - アクセル・ヴェナー＝グレン、起業家、アルヴェーグ式モノレール開発者（* 1881年）
- 1962年 - ヴィルヘルム・アッカーマン、数学者（* 1896年）
- 1966年 - ガスパール・カサド、チェリスト（* 1897年）
- 1967年 - バート・バスキン、実業家、バスキン・ロビンス共同創業者（* 1913年）
- 1970年 - ニコライ・シュヴェルニク、ソビエト連邦最高会議幹部会議長（* 1888年）
- 1974年 - 茂木善作、陸上競技選手、スポーツ指導者（* 1893年）
- 1975年 - バーナード・ハーマン、作曲家（* 1911年）
- 1978年 - 巴潟誠一、元大相撲小結（* 1911年）
- 1980年 - カール・デーニッツ、ナチス・ドイツ大統領（* 1891年）
- 1980年 - ヘイッキ・リーマタイネン、陸上競技選手（* 1894年）
- 1982年 - ルイ・アラゴン、小説家、詩人、評論家（* 1897年）
- 1982年 - 百瀬結、実業家、元日本ビクター社長（* 1897年）
- 1984年 - 美濃部亮吉、東京都知事、参議院議員（* 1904年）
- 1984年 - ピーター・ローフォード、俳優（* 1923年）
- 1985年 - 加藤唐九郎、陶芸家（* 1897年）
- 1985年 - 佐々木更三、日本社会党委員長（* 1900年）
- 1986年 - 松下正寿、元政治家、国際政治学者、第5代-7代立教大学総長（* 1901年）
- 1986年 - リチャード・ウーリー、天文学者（* 1906年）
- 1986年 - 鈴木幸夫、英文学者、推理作家、早稲田大学名誉教授（* 1912年）
- 1987年 - 福井慶三、実業家、日本綿花（現双日）第11代社長、オリエント・リース（現オリックス）初代社長（* 1900年）
- 1988年 - 山田無文、臨在宗僧侶、花園大学名誉学長、臨済宗妙心寺派管長（* 1900年）
- 1992年 - 比嘉昇、政治家、元沖縄県浦添市長（* 1935年）
- 1993年 - ピエール・オージェ、物理学者（* 1899年）
- 1993年 - 厳家淦、第5代中華民国総統（* 1905年）
- 1994年 - 清水雅、実業家、初代阪急百貨店社長、元東宝社長（* 1901年）
- 1994年 - ロッサノ・ブラッツィ、俳優（* 1916年）
- 1994年 - ジョン・オズボーン、劇作家（* 1929年）
- 1996年 - 土井武夫、航空機技術者、YS-11開発者（* 1904年）
- 1997年 - 三船敏郎、映画俳優（* 1920年）
- 1998年 - Raemer Schreiber（英語版）、物理学者、デーモン・コア被爆者（* 1910年）
- 1998年 - 山口昌哉、数学者、京都大学名誉教授（* 1925年）
- 1999年 - モーリス・クーヴ・ド・ミュルヴィル、政治家、フランス首相（* 1907年）
- 1999年 - ビル・バウワーマン（英語版）、陸上競技指導者、ナイキ共同創設者（* 1911年）
- 1999年 - 大谷光紹、浄土真宗東本願寺派第25世法主（* 1925年）
- 1999年 - 菅原謙次、俳優（* 1926年）
- 2000年 - ジョン・クーパー、自動車技術者（* 1923年）
- 2001年 - 黒木博、政治家、元宮崎県知事（* 1907年）
- 2001年 - ロバート・レッキー、アメリカ海兵隊員、作家（* 1920年）
- 2002年 - 亀井健三、教育者､翻訳家、ちぎり絵作家（* 1918年）
- 2003年 - 大庭浩、実業家、元川崎重工業社長（* 1925年）
- 2004年 - 金城次郎、陶芸家（* 1912年）
- 2004年 - 野村仲三郎、政治家、元三重県鈴鹿市長（* 1925年）
- 2005年 - コンスタンス・キーン、ピアニスト（* 1921年）
- 2006年 - フランク・スタントン、実業家（* 1908年）
- 2006年 - ボー・ミャ、カレン民族同盟議長（* 1927年）
- 2006年 - ケネス・シーヴァートセン、ミュージシャン（* 1961年）
- 2007年 - 渡辺四郎、政治家（* 1929年）
- 2008年 - サミュエル・P・ハンティントン、政治学者（* 1927年）
- 2008年 - ハロルド・ピンター、劇作家、詩人、ノーベル文学賞受賞者（* 1930年）
- 2009年 - 喜納昌永、沖縄民謡歌手、三線奏者（* 1920年）
- 2009年 - 奥村公延、俳優（* 1930年）
- 2009年 - 徳南晴一郎、漫画家（* 1934年）
- 2009年 - 志村正彦、ミュージシャン（フジファブリック）（* 1980年）
- 2010年 - 寺島アキ子、劇作家、脚本家（* 1926年)
- 2010年 - 池田敏春、映画監督（* 1951年）
- 2011年 - ヨハンネス・ヘースタース、俳優（* 1903年）
- 2011円 - 飯沼慧、俳優（* 1926年）
- 2011年 - 辻佐保子、美術史家、お茶の水女子大学名誉教授（* 1930年）
- 2011年 - 入川保則、俳優（* 1939年）
- 2012年 - チャールズ・ダーニング、俳優（* 1923年）
- 2012年 - 衛藤公雄、箏曲家（* 1924年）
- 2012年 - 速水佑次郎、経済学者、旧東京都立大学名誉教授（* 1932年）
- 2012年 - リチャード・ロドニー・ベネット、作曲家（* 1936年）
- 2012年 - 山本隆造、元プロ野球選手（* 1956年）
- 2013年 - 関集三、物理化学者、大阪大学名誉教授（* 1915年）
- 2013年 - 中島省吾、教育者、国際基督教大学名誉教授、元フェリス女学院学院長（* 1922年）
- 2013年 - フレデリック・バック、アニメーション作家（* 1924年）
- 2013年 - 渡辺護、映画監督（* 1931年）
- 2014年 - バディ・デフランコ、クラリネット奏者（* 1923年）
- 2014年 - 中條高徳、実業家、元アサヒビール飲料（現アサヒ飲料）会長（* 1927年）
- 2014年 - 中村秀利、声優、俳優、ナレーター（* 1954年）
- 2015年 - 海原小浜、漫才師（海原お浜・小浜）（* 1923年）
- 2015年 - 国本武春、浪曲師（* 1960年）
- 2016年 - リチャード・アダムス、ファンタジー作家（* 1920年）
- 2016年 - 駒谷明、政治家（* 1930年）
- 2016年 - 山本正司、騎手、調教師（* 1936年）
- 2016年 - 森下博之、政治家（* 1942年）
- 2017年 - 薄井憲二、バレエダンサー、振付家、舞踊史研究家、第4代日本バレエ協会会長（* 1924年）
- 2017年 - ヘザー・メンジース、女優（* 1949年）
- 2018年 - 神保信一、教育心理学者、明治学院大学名誉教授（* 1930年）
- 2018年 - ヨゼフ・アダメツ、サッカー選手、指導者（* 1942年）
- 2019年 - 原田孝一、元プロ野球選手（* 1928年）
- 2019年 - 石阪春生、洋画家（* 1929年）
- 2019年 - アリー・ウィリス、ソングライター（* 1947年）
- 2019年 - 鍋島雅治、漫画原作者（* 1963年）
- 2020年 - イヴリー・ギトリス、ヴァイオリニスト（* 1922年）
- 2020年 - 安野光雅、画家、絵本作家（* 1926年）
- 2020年 - 湯浅武、実業家、元読売ジャイアンツ球団代表（* 1931年）
- 2020年 - ダニー・ホッジ、プロレスラー、元NWA世界ジュニアヘビー級王者（* 1932年）
- 2020年 - 渡文明、実業家、元新日本石油（現ENEOSホールディングス）社長（* 1936年）
- 2020年 - ガイ・N・スミス、作家（* 1939年）
- 2022年 - 守屋弘斎、僧侶、華厳宗大僧正、東大寺第214世別当（* 1928年）
- 2022年 - ヴィットリオ・アドルニ、自転車競技（ロードレース）選手（* 1937年）
- 2022年 - キャシー・ウィットワース、プロゴルファー（* 1939年）
- 2022年 - フランコ・フラッティーニ、政治家、元イタリア外相（* 1957年）
- 2023年 - ロン・ネルソン、作曲家（* 1929年）
- 2024年 - 金子明友、体操競技選手、指導者（* 1927年）
- 2024年 - 柴田秋雄、実業家、元ホテルアソシア名古屋ターミナル総支配人（* 1942年）

## 記念日・年中行事
- クリスマス・イヴ（ 世界）
  - イエス・キリスト誕生を祝うクリスマス前夜。
- 納めの地蔵（ 日本）
  - 地蔵菩薩の年内最後の縁日
- 終い愛宕（ 日本）
  - 愛宕権現の年内最後の縁日